# Pelophylax
Pelophylax är ett släkte av groddjur som tidigare placerade i det stora släktet Rana. Pelophylax ingår i familjen egentliga grodor. Släktet är spritt över Eurasien och ett fåtal arter förekommer även norra Afrika.

## Arter
Arter inom släktet Pelophylax enligt Catalogue of Life:
- Levantsjögroda (Pelophylax bedriagae)
- Pelophylax bergeri
- Pelophylax caralitanus
- Pelophylax cerigensis
- Pelophylax chosenicus
- Kretensk sjögroda (Pelophylax cretensis)
- Pelophylax cypriensis
- Pelophylax demarchii
- Epirusgroda (Pelophylax epeiroticus)
- Pelophylax fukienensis
- Pelophylax hubeiensis
- Balkansjögroda (Pelophylax kurtmuelleri)
- Pelophylax lateralis
- Gölgroda (Pelophylax lessonae)
- Pelophylax nigromaculatus
- Iberisk sjögroda (Pelophylax perezi)
- Pelophylax plancyi
- Pelophylax porosus
- Sjögroda (Pelophylax ridibunda)
- Pelophylax saharicus
- Albansk gölgroda (Pelophylax shqipericus)
- Pelophylax tenggerensis
- Pelophylax terentievi

Ätlig groda (Pelophylax kl. esculenta) är en delvis fertil hybrid mellan gölgroda och sjögroda.